# روتنگ
روتنگ (به آلمانی: Rottenegg, Geisenfeld) یک روستا در آلمان است که در باواریای علیا واقع شده‌است.

## خصوصیات
روتنگ ۴۲۸ متر بالاتر از سطح دریا واقع شده‌است.

## نگارخانه

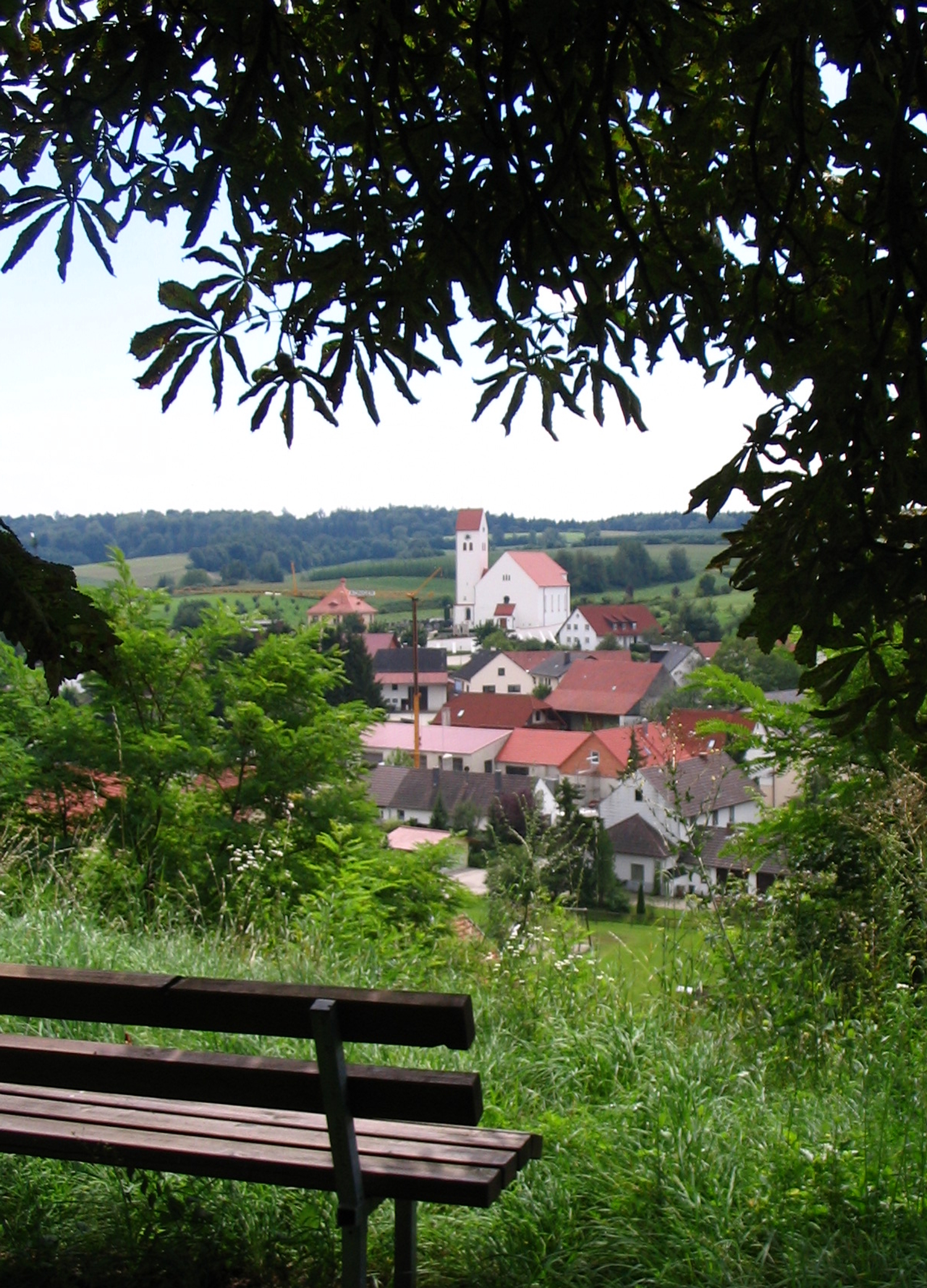
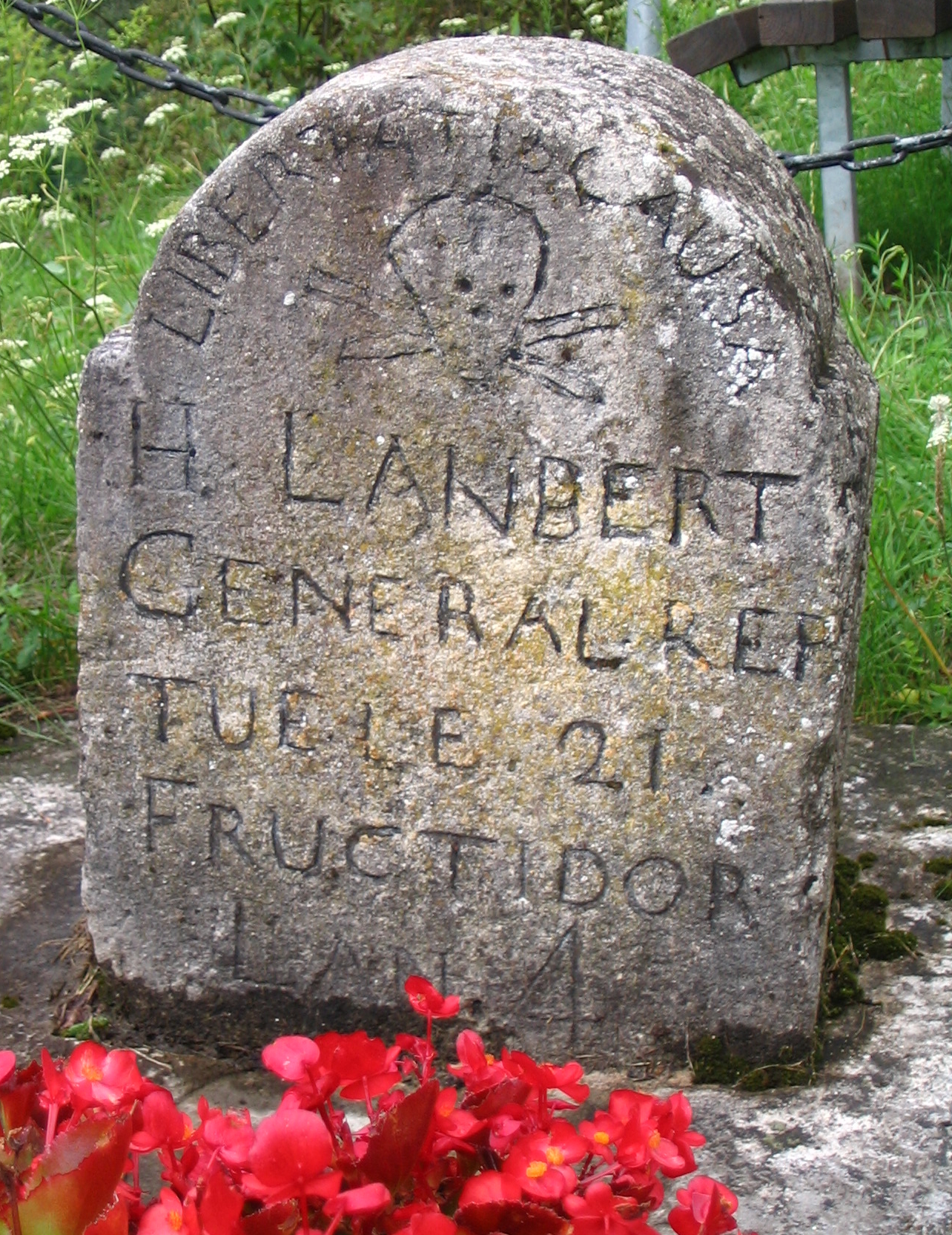
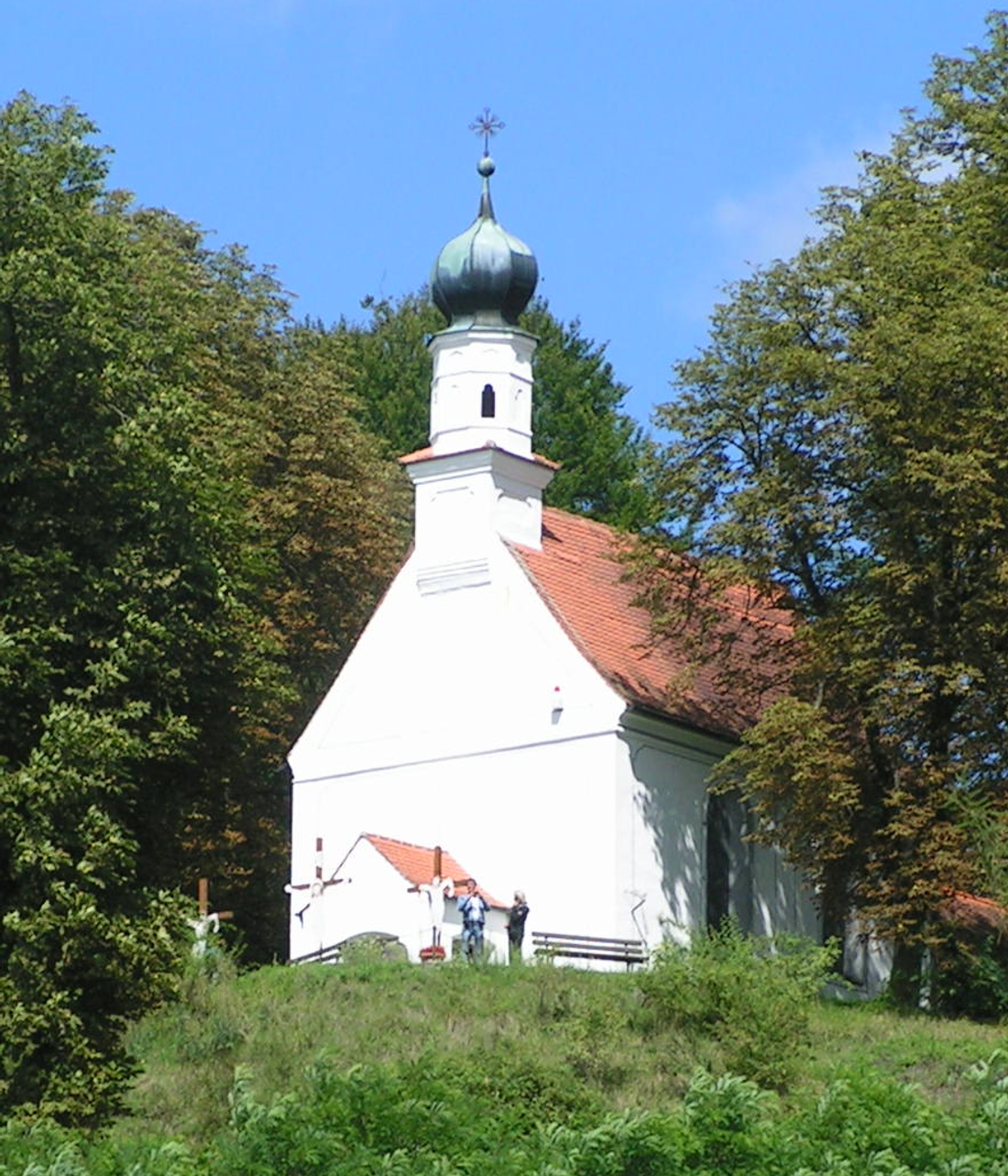